# Schizachyrium muelleri
Schizachyrium muelleri är en gräsart som beskrevs av George Valentine Nash. Schizachyrium muelleri ingår i släktet Schizachyrium och familjen gräs. Inga underarter finns listade i Catalogue of Life.